# Dem (biologia)
Dem, populacja lokalna, populacja genetyczna, populacja geograficzna – grupa osobników jednego gatunku zasiedlająca jednolity obszar. Krzyżowanie się osobników jednego demu jest bardziej prawdopodobne niż krzyżowanie się z innymi osobnikami populacji. Wyróżniane są rodzaje demów:
- topodem – osobniki zamieszkujące ograniczoną powierzchnię,
- ekodem – osobniki rozmieszczone w określonym typie siedliska,
- cytodem – osobniki o określonych warunkach chromosomalnych,
- gamodem – osobniki z możliwością wymiany materiału genetycznego.

Dem - lokalna populacja, zwykle mała i panmiktyczna.
Demy są częścią populacji lub w zależności od ujęcia metapopulacji, które mogą ulegać lokalnemu wyginięciu i odtworzeniu w wyniku rekolonizacji. Pomiędzy demami należącymi do jednej metapopulacji występuje różny poziom zmienności genetycznej. Analiza rodowodu genetycznego pozwala ustalić czas, w którym doszło do rozdzielenia poszczególnych demów. Podzielenie nie wiąże się z całkowita izolacją puli genowej przepływ genów następuje na skutek migracji osobników metapopulacji. Różnorodność genetyczna poszczególnych demów może być jednak odmienna.